# تپه فرج
تپه فرج مربوط به دوران تاریخی پس از اسلام است و در شهرستان شوشتر، روستای بنه اسد واقع شده. این اثر در تاریخ ۵ آذر ۱۳۸۰ با شمارهٔ ثبت ۴۳۴۷ به‌عنوان یکی از آثار ملی ایران به ثبت رسیده است.